# 상관 (교역소)

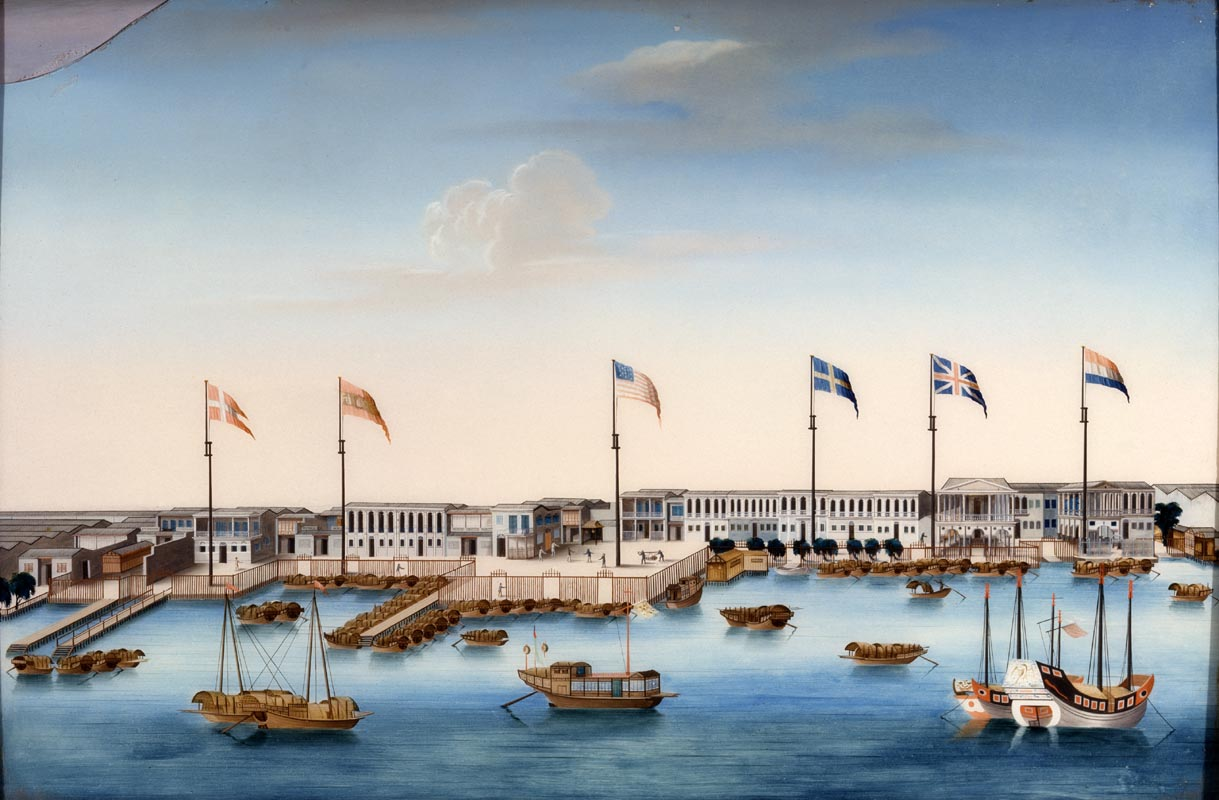
1805년경 청나라 광동성에 세워진 상관인 광동십삼행의 풍경. 덴마크, 스페인, 미국, 스웨덴, 대영제국, 네덜란드의 국기가 걸려 있다.

상관 (商館, 영어: Factory)는 중세 유럽과 근세 유럽에서 수출입 상품의 환적이 이뤄지던 항구, 일종의 경제자유구역에 해당되던 국제 무역 거점을 일컫는 말이다.
처음에는 유럽 내부에 세워지던 교역소를 가리켰으나, 15세기 들어 시작된 대항해시대와 식민지 개척과 함께 아프리카, 아시아, 북미 등 다른 대륙의 여러 국가에도 세워지게 되었다. 이들 중에는 순수한 교역 목적으로 운영된 것도 있었지만, 대개는 해당 국가의 속령으로 삼게 되었으며 주변 지역의 영토 확보로 이어졌는데, 이는 곧 식민지 확장에 해당된다.
상관의 기능은 단순 환적 뿐만 아니라 시장, 창고, 세관의 역할도 동시에 하였으며, 항해와 탐험을 위한 지원, 실질적으로 지역 본부나 지역정부의 역할까지 그 범위가 넓었다. 16세기 들어 북아메리카에서는 아메리카 원주민들과의 모피 교역을 위해 그들의 영토 내에 상관을 설립하기도 했는데 이를 교역소 (trading post)라 불렀다.
영어로는 '팩토리' (Factory)라 부르는데 '무언가를 만들고 행하는 사람들이 있는 곳'이란 뜻으로, 이는 오늘날의 공장이란 뜻과도 결부된다. 포르투갈어로 '페이토리아'(포르투갈어: feitoria), 네덜란드어로 '팍토리'(네덜란드어: factorij), 프랑스어로 '팍토르리' (factorerie) 또는 '콩투아르' (comptoir)가 그 어원이다. 상관에서는 외국 상인들과 교류하던 무역인이 활동하였는데 이를 영어로 팩터 (Factor)라고 불렀다.

## 같이 보기
- 중세의 경제
- 대항해시대
- 무역